# 7087 Lewotsky
7087 Lewotsky este o planetă minoră (asteroid), cu un diametru de 2,579 km, din centura de asteroizi. A fost descoperită pe 13 octombrie 1991 la Observatorul Palomar de Eleanor F. Helin. 
Obiectul prezintă o orbită caracterizată de o semiaxă mare de 1,9562182 UAi, o excentricitate de 0,101217, o înclinație de 19,54517 ° în raport cu ecliptica.